# Петрівська вежа
55°44′59″ пн. ш. 37°37′19″ сх. д. / 55.7497° пн. ш. 37.622015° сх. д.
Петрівська вежа (рос. Петровская башня, Угре́шская, Третья Безымянная) — глуха вежа південного муру Московського Кремля. Розташована навпроти Москви-ріки поруч з Беклемішевською вежею. Назви «Угрєська» і «Петрівська» отримала за однойменним монастирським подвір'ям і церкви митрополита Петра. Була побудована в 1480-х роках і з тих пір декілька разів руйнувалася і відновлювалася: в період польської інтервенції в 1612 році вежа була знищена і відновлена після закінчення Смути, в 1676—1686 роках на вежі надбудували кам'яне шатро, а в 1771-м Петровську вежу розібрали для будівництва нового кремлівського палацу і знову реконструювали до 1793 року. Під час війни з Наполеоном багато кремлівських будівель були підірвані французькими військами, серед них Петрівська вежа. В 1818-му її відновили за історичними кресленнями під керівництвом архітектора Йосипа Бове.

## Історія
До кінця XV століття білокам'яні оборонні споруди Кремля занепали, і за наказом Івана III їх почали перебудовувати в цеглу. В 1480-х роках відбудували південний бік фортеці — найважливіший для оборони. Дослідники припускають, що Петрівська (її тоді називали — Третя Безіменна) вежа могла бути побудована в 1485—1487 роках, проте точних даних не збереглося. Згідно з археологічними даними, південний мур кінця XV століття було побудовано на оборонних укріпленнях білокам'яного Кремля, відповідно, Петрівська вежа закладена на більш ранньому фундаменті. Фортечний мур уздовж Москви-ріки був вразливою для нападу, тому відстань між Беклемішевською і Третьою Безіменною вежами зробили коротше, ніж між іншими.
Незабаром після закінчення кам'яного будівництва на вежі було надбудовано дерев'яне шатро таким чином, що її верхній об'єм став ширше і нависав над нижнім. Вежа була також обладнана машикулями, зубцями і фортечною артилерією. З внутрішньої сторони знаходився прохід на кремлівські мури.
Під час польської інтервенції в 1612 році вежа була зруйнована гарматними пострілами. Незабаром після закінчення Смутного часу фортечні споруди відновили. У другій половині XVII століття у вежі розташовувалася церква митрополита Петра кремлівського подвір'я Угрєського монастиря через церкву вежа здобула її сьогоденну назву.
До 1680-х років фортечні споруди Кремля припинили виконувати оборонні функції, багато веж було перебудовано і прикрашено декоративними кам'яними шатрами. В 1676—1686 роках на основний об'єм Петрівської вежі надбудували два нових четверики і невисоке восьмигранне шатро, увінчане позолоченим флюгером. Форма покритого черепицею шатра відрізняє споруду від інших фортечних веж. Нові четверики отримали особливу прикрасу: в обрамлення вікон і по кутах об'ємів були введені півколонки. У нижній надбудові виконано напівциркульні двері з фронтоном, над яким залишено місце для образу. Фасад верхнього чотиригранного ярусу розділено півколонами на три частини, в кожній з яких знаходиться вікно. Машикули, що втратили бойове значення, заклали зсередини.
Під час Північної війни в 1707 році кремлівські мури тимчасово виконували оборонні функції. Поряд з іншими спорудами, Петрівську вежу переобладнали на випадок нападу шведських військ. Під південним муром фортеці, з боку Москви-ріки, влаштували бастіони та земляні вали, а бійниці вежі розширили під потужніші гармати. Після закінчення війни земляні насипи не зрито, і вони залишалися занедбаними до XIX століття.
На початку 1770-х років проектувалося будівництво Великого Кремлівського палацу, і частину історичних будівель вирішено було прибрати. Архітектор Василь Баженов виконав обмірні кресленики, що призначалися для знесення веж і прясел. В 1770—1771 роках розібрали Петрівську вежу з частиною південного муру, зруйнували подвір'ї Угрєського монастиря . Але в 1773 році будівництво палацу зупинили, проект так і не був реалізований, однією з причин стала нестійкість грунтів біля Москви-ріки. За десять років Петрівську вежу відбудували по обмірним кресленням Баженова. Монастирське подвір'я з церквою митрополита Петра відновлено не було.
На початку правління імператора Олександра I у Кремлі викононо ремонт, реставрували вежі і мури. В 1805—1807 роках на Петровській вежі оновили цегляну кладку і облицювання фасадів, а шатро облицювали новою глазурованою черепицею.
Під час французько-російської війни 1812 року Кремль суттєво постраждав. Петрівська вежа та низка інших фортечних споруд були зруйновані вщент французькими військами. Всі руйнування були зафіксовані в кресленнях і записах архітектора Івана Єготова. Розпочаті після війни відновлювальні роботи тривали близько 20 років. В 1818 році під керівництвом архітектора Йосипа Бове відновлена в останній раз і з тих пір її вигляд не змінювався. Після перебудови висота вежі становить 27,15 м. Нижній четверик завершується фальшивими машикулями, верхні обрамлені карнизами і півколонками на кутах. Об'єм завершується восьмигранним пірамідальним шатром. У той же час бастіони і земляні вали петровського часу під південним муром Кремля були прибрані, і вздовж Москви-ріки облаштували набережну і бульвар.
В 1861 році у Петрівській вежі знову проводилася реставрація за участю архітектора Петра Герасимова. В результаті ремонту було перелицьовано машикули і парапет, на обхідному майданчику оновили лещадь, а шатро покрили новою черепицею Через 21 рік у вежі виправили цоколь з білого каменю, провели ремонт цегляної кладки, що обвалилася. Наприкінці XIX століття у вежі зі сторони Москви-ріки і як раніше пролягали бульвар і набережна, а на території Кремля облаштували Дров'яний двір Великого палацу.
За радянських часів стан Петрівської вежі було вивчено в 1923 році. Рік по тому була проведена реставрація вежі під керівництвом архітектора Костянтина Аполлонова. В 1973—1981 роках у Кремлі також велися ремонтні роботи, в ході яких відновили білокам'яний декор Петрівської вежі.